# ЕС-2701
Электронная вычислительная машина ЕС-2701 — многопроцессорный вычислительный комплекс, разработанный Институтом кибернетики АН Украины, вобравший в себя идеи по созданию быстродействующих макроконвейерных:320 систем нефоннеймановской архитектуры, сформулированные в своё время советским математиком и кибернетиком Виктором Глушковым. Планировался к выпуску на заводе вычислительных машин в Пензе. Серийный выпуск не состоялся в связи с началом социально-политического кризиса в Советском Союзе.

## Основные данные
Из общедоступных источников про эту уникальную машину известно очень немного. В основу её архитектуры был положен макроконвейерный принцип организации вычислений, сформулированный В. М. Глушковым.
Первой серийной макроконвейерной ЭВМ является вычислительный комплекс ЕС-1766, в состав которого могло входить до 200 арифметических и управляющих процессоров.:321 К выпуску планировались системы с 64, 128 или 256 процессорами (75 % — арифметические, остальные — управляющие). Быстродействие одного арифметического процессора составляло около 0,5 млн оп/с. и авторы разработки предполагали её линейное возрастание с увеличением числа процессоров. В качестве ЭВМ пользователя планировалось использовать машины ЕС-1060 или ЕС-1066.
Максимальное быстродействие системы по информации из разных источников колеблется от 0,5 до 2 млрд оп/с. Кроме того, по сведениям Ю. Капитоновой,
эту машину ещё в 1987 году мы сдали комиссии. На тот момент это была передовая разработка, ей не было равных! «Макроконвейер» был сделан у нас в Киеве. Мы изготовили лишь четвёртую часть машины на 48 процессорах, и комиссия зафиксировала на реальных задачах полмиллиардное быстродействие (цит. по: «Зеркало недели» № 149).
Также считается, что эта ЭВМ обогнала по скорости лучшую российскую супер-ЭВМ «Эльбрус».
В январе 1984 года в рамках межведомственной комиссии была проведена приёмка макета многопроцессорного вычислительного комплекса, который состоял из четырёх процессоров. Макет проработал около 48 часов, было зафиксировано 6 ошибок в работе, одна из которых привела к выключению одного из процессоров, но система продолжала работать. Кроме демонстрации работоспособности системы, комиссия подтвердила предположение про практически линейную зависимость скорости системы от числа процессоров на полных классах вычислений.